# Huaibin
För andra betydelser, se Huaibin (olika betydelser).
Huaibin är ett härad som lyder under Xinyangs stad på prefekturnivå i Henan-provinsen i norra Kina.